# Beuve
Der Beuve ist ein Fluss in Frankreich, der im Département Gironde in der Region Nouvelle-Aquitaine verläuft. Er entspringt im Gemeindegebiet von Bazas, entwässert in einem Bogen von Nordost über Nord nach West und mündet nach rund 30 Kilometern an der Gemeindegrenze von Saint-Pardon-de-Conques und Saint-Pierre-de-Mons als linker Nebenfluss in die Garonne.

## Orte am Fluss
(Reihenfolge in Fließrichtung)
- Bazas
- Auros
- Bieujac
- Castets-en-Dorthe
- Couloumès, Gemeinde Saint-Loubert